# Sam Bewley
Sam Bewley (Rotorua, 22 juli 1987) is een voormalig Nieuw-Zeelands wielrenner die zowel op de weg als op de baan actief was.

## Loopbaan
Bewley begon zijn carrière als mountainbiker en had daarin als junior enkele successen binnen Oceanië.
Bewley werd in 2003 Nieuw-Zeelands kampioen tijdrijden voor nieuwelingen. In 2004 volgden twee podiumplaatsen op de Oceanische Spelen bij de junioren. Hij werd daar tweede in de ploegenachtervolging, samen met Elliot Crowther, Logan Hunn en Oliver Pearce en hij won de individuele achtervolging.
In 2005 werd hij ook wereldkampioen in de ploegenachtervolging voor junioren, samen met Westley Gough, Jesse Sergent en Darren Shea men op diezelfde wereldkampioenschappen werd hij tweede in de achtervolging.
Hij werd dat jaar ook derde op het Nieuw-Zeelandse kampioenschap op de weg voor junioren.
In 2006 deed hij op de nationale kampioenschappen baanwielrennen mee met de elite en werd toen tweede met Manu Robson, Timothy Gudsell en Peter Latham. Hij won daarnaast een etappe in de Ronde van Southland.
In 2007 won hij de eerste etappe van de Ronde van Wellington, wat een ploegentijdrit was, hij won deze samen met Hayden Roulston, Gordon McCauley en Marc Ryan. Hij werd tweede in de ploegenachtervolging op de Oceanische kampioenschappen, samen met Gudsell, Gough en Sergent. Op het wereldkampioenschap, waarop hij meedeed met de elite, werd hij vierde in de ploegenachtervolging.
In 2008 deed Bewley namens Nieuw-Zeeland mee aan de Olympische Spelen in Peking en won daar de bronzen medaille in de ploegenachtervolging, achter Groot-Brittannië en Denemarken. Op het wereldkampioenschap werd hij vierde op de ploegenachtervolging. Hij werd nationaal kampioen in de scratch en de puntenkoers voor elite.
Vanaf 2009 had Sam Bewley een profcontract bij Trek-Livestrong, een Amerikaanse ploeg, die werd gezien als opleidingsploeg voor de ploegen van Lance Armstrong.
In 2010 kwam hij uit voor Team RadioShack, de nieuwe ploeg van Armstrong. Hij werd dat jaar derde op het wereldkampioenschap in de ploegenachtervolging.
In 2020 maakte Bewley op 33-jarige leeftijd zijn debuut in de Ronde van Frankrijk. In de tiende etappe stapte Bewley af, nadat hij bij een valpartij een polsbreuk had opgelopen.

### Privé
Bewley heeft een relatie met oud-wielrenster Hannah Barnes. Zij beviel in juli 2024 van hun dochter.

## Baanwielrennen

### Palmares
| Jaar | NK                    | WK                   | Overig                                                  |
| ---- | --------------------- | -------------------- | ------------------------------------------------------- |
| 2006 | Ploegenachtervolging  |                      |                                                         |
| 2007 |                       |                      |                                                         |
| 2008 | Puntenkoers · Scratch |                      | OS: Ploegenachtervolging                                |
| 2009 | Omnium                |                      |                                                         |
| 2010 |                       | Ploegenachtervolging | WB Cali: Ploegenachtervolging                           |
| 2011 |                       |                      | OCC: Ploegenachtervolging WB Cali: Ploegenachtervolging |
| 2012 |                       | Ploegenachtervolging | OS: Ploegenachtervolging                                |

## Wegwielrennen

### Overwinningen
2006
6e etappe A Ronde van Southland
2007
1e etappe Ronde van Wellington (met Roulston, McCauley en Ryan)
2011
Proloog Ronde van Southland
2012
3e etappe Ronde van Wellington
2015
1e etappe Ronde van Italië (ploegentijdrit)

## Resultaten in voornaamste wedstrijden
| Jaar | Ronde van Italië | Ronde van Frankrijk | Ronde van Spanje |
| ---- | ---------------- | ------------------- | ---------------- |
| 2011 |                  |                     |                  |
| 2012 |                  |                     |                  |
| 2013 |                  |                     | opgave           |
| 2014 |                  |                     | 135e             |
| 2015 | 122e             |                     |                  |
| 2016 | 123e             |                     | 140e             |
| 2017 |                  |                     | 143e             |
| 2018 | 130e             |                     |                  |
| 2019 |                  |                     | 100e             |
| 2020 |                  | opgave              |                  |
| 2021 |                  |                     |                  |
| 2022 |                  |                     |                  |

| Jaar | Milaan-San Remo | Ronde van Vlaanderen | Parijs-Roubaix | Amstel Gold Race | Luik-Bast.‑Luik | Gent-Wevelgem | Waalse Pijl |  | WK op de weg |  | Wereldranglijsten |
| ---- | --------------- | -------------------- | -------------- | ---------------- | --------------- | ------------- | ----------- |  | ------------ |  | ----------------- |
| 2011 |                 |                      |                | opgave           |                 |               |             |  |              |  |                   |
| 2012 |                 |                      |                |                  |                 |               |             |  |              |  |                   |
| 2013 |                 |                      |                |                  |                 |               |             |  | opgave       |  |                   |
| 2014 |                 |                      | opgave         |                  |                 |               |             |  |              |  |                   |
| 2015 |                 | 125e                 | buit.tijd      |                  |                 |               |             |  | opgave       |  |                   |
| 2016 | opgave          | opgave               | opgave         |                  |                 | opgave        |             |  |              |  |                   |
| 2017 |                 | 69e                  | opgave         |                  |                 |               | opgave      |  |              |  | 436e (UWT)        |
| 2018 | 104e            |                      |                |                  |                 |               |             |  | opgave       |  |                   |
| 2019 |                 |                      |                |                  | opgave          |               |             |  |              |  |                   |
| 2020 |                 |                      |                |                  |                 |               |             |  |              |  |                   |
| 2021 |                 |                      | opgave         |                  |                 |               |             |  |              |  |                   |
| 2022 |                 | opgave               |                |                  |                 | opgave        |             |  |              |  |                   |

## Ploegen
2009 –  Trek Livestrong
2010 –  Team RadioShack
2011 –  Team RadioShack
2012 –  Orica GreenEDGE (vanaf 22 mei)
2013 –  Orica GreenEDGE
2014 –  Orica GreenEDGE
2015 –  Orica GreenEDGE
2016 –  Orica-BikeExchange 
2017 –  Orica-Scott
2018 –  Mitchelton-Scott
2019 –  Mitchelton-Scott
2020 –  Mitchelton-Scott
2021 –  Team BikeExchange
2022 –  Team BikeExchange Jayco
Armstrong ·
Beppu ·
Bewley ·
Brajkovič ·
Busche ·
Hermans ·
Horner ·
Impey ·
Irizar ·
Fuyu (tot 30/04) ·
Klöden ·
Leipheimer ·
Lequatre ·
Machado · 
McCartney ·
Moeravjov ·
Paulinho ·
Popovytsj ·
Rast ·
Rosseler ·
Rovny ·
Rubiera ·
Selander ·
Steegmans ·
Vaitkus ·   
Zubeldia ·
Avery (stagiair) ·
Phinney (stagiair) ·
Sergent (stagiair) 
Armstrong (tot 16/02) ·
Beppu ·
Bewley ·
Brajkovič ·
Busche ·
Cardoso ·
Deignan ·
Hermans ·
Horner ·
Hunter ·
Irizar ·
King ·
Klöden ·
Kwiatkowski ·
Leipheimer ·
Lequatre ·
Machado · 
McCartney ·
McEwen ·
Moeravjov ·
Oliveira ·
Paulinho ·
Popovytsj ·
Rast ·
Rosseler ·
Rovny ·
Selander ·
Sergent ·
Zubeldia ·
Bennett (stagiair) ·
Parker (stagiair) ·
Sjaloenov (stagiair) 
Albasini · Beppu · Bewley · Bobridge · Clarke · Cooke · Davis · Dean · Docker · Durbridge · Gerrans · Goss · Hepburn · Howard · Impey · Keukeleire · Kruopis · Lancaster · Langeveld · McEwen · Meier · C.Meyer · T.Meyer · Mouris · O'Grady · Sulzberger · Teklehaimanot · Tuft · Vaitkus · Weening · Wilson
Albasini · Beppu · Bewley · Clarke · Cooke · Davis · Docker · Durbridge · Gerrans · Goss · Hepburn · Howard · Howson (stagiair) · Impey · Kang (stagiair) · Keukeleire · Kruopis · Lancaster · Langeveld · Matthews · Meier · C.Meyer · T.Meyer · Mouris · O'Grady · Sulzberger · Teklehaimanot · Tuft · Vaitkus · Weening
Albasini · Bewley · Chaves · Clarke · Docker · Durbridge · Ewan · Gerrans · Goss · Hayman · Hepburn · Howard · Howson · Impey · Keukeleire · Kruopis · Lancaster · Matthews · Meier · C.Meyer · Mouris · Santaromita · Schurter · Tuft · Weening · A.Yates · S.Yates · Cort (stagiair)
Albasini · Bewley · Blythe · Chaves · Clarke · Cort · Docker · Durbridge · Ewan · Gerrans · Hayman · Hepburn · Howard · Howson · Impey · Keukeleire · Lancaster · Matthews · Meier · C.Meyer · Mouris · Santaromita · Tuft · Weening · A.Yates · S.Yates
Albasini · Bewley · Chaves · Cheung · Cort · Docker · Durbridge · Edmondson · Ewan · Gerrans · Haig · Hayman · Hepburn · Howson · Impey · Juul-Jensen · Keukeleire · Matthews · Meier · Mezgec · Plaza · Power · Tuft · Txurruka · Verona · A.Yates · S.Yates · Schultz (stagiair)
Albasini · Bewley · Chaves · Cheung · Cort · Docker · Durbridge · Edmondson · Ewan · Gerrans · Haig · Hayman · Hepburn · Howson · Impey · Juul-Jensen · Keukeleire · Kluge · Kreuziger · Mezgec · Plaza · Power · Tuft · Verona · A. Yates · S. Yates
Albasini · Bauer · Bewley · Chaves · Durbridge · Edmondson · Ewan · Haig · Hamilton · Hayman · Hepburn · Howson · Impey · Juul-Jensen · Kluge · Kreuziger · Meyer · Mezgec · Nieve · Power · Trentin  · Tuft · Verona · A. Yates · S. Yates
Affini · Albasini · Bauer · Bewley · Bookwalter · Chaves · Durbridge · Edmondson · Grmay · Haig · Hamilton · Hayman · Hepburn · Howson · Impey · Juul-Jensen · Meyer · Mezgec · Nieve · Schultz · Scotson · Smith · Stannard · Trentin  · A. Yates · S. Yates
Affini · Albasini · Bauer · Bewley · Bookwalter · Chaves · Durbridge · Edmondson · Grmay · Groves · Haig · Hamilton · Hepburn · Howson · Impey · Juul-Jensen · Konysjev · Meyer · Mezgec · Nieve · Peák · Schultz · Scotson · Smith · Stannard · A. Yates · S. Yates · Zejts
Bauer · Bewley · Bookwalter · Chaves · Colleoni · Durbridge · Edmondson · Grmay · Groves · Hamilton · Hepburn · Howson · Jansen · Juul-Jensen · Kangert · Konysjev · Matthews · Meyer · Mezgec · Nieve · Peák · Schultz · Scotson · Smith · Stannard · Yates · Zejts · Choon (stagiair) · O'Brien (stagiair)
Balmer · Bauer · Bewley · Colleoni · Craddock · Durbridge · Edmondson · Grmay · Groenewegen · Groves · Hamilton · Hepburn · Howson · Jansen · Juul-Jensen · Kangert · Konysjev  · Maas · Matthews · Meyer · Mezgec · O'Brien · Peña · Reinders (vanaf 23/8) · Schultz · Scotson · Smith · Sobrero · Stewart · Yates · Bogusławski (stagiair) · De Pretto (stagiair) · Foldager (stagiair)